# 翁曙冠
翁曙冠（1921年—），字铁云，男，浙江慈溪人，中国教育家、政治人物，曾任中国民主同盟中央委员会常务委员，第六、七、八届全国政协委员。